# Ophiorrhiza austroyunnanensis
Ophiorrhiza austroyunnanensis är en måreväxtart som beskrevs av Hsien Shui Lo. Ophiorrhiza austroyunnanensis ingår i släktet Ophiorrhiza och familjen måreväxter. Inga underarter finns listade i Catalogue of Life.